# 要塞工程局旧址
36°03′42.5″N 120°19′31″E / 36.061806°N 120.32528°E
要塞工程局旧址位于中华人民共和国山东省青岛市市南区常州路7号，建于1898-1899年间，最初为青岛德占时期军事设施建设负责部门驻地，为青岛现存最早的德国建筑之一。现为市南区一般不可移动文物。

## 历史
要塞工程局旧址建筑群最初为邻近清军总兵衙门左营的一片中式平房。德军占领青岛后的1898年，此处建成两座呈“T”字形排列的平房，其中一处可能为哈利洋行青岛分行的临时商业建筑（即今青岛清真寺）。
约1898-1899年间，要塞工程局（Fortifikation，旧译“炮台局”）的二层办公楼在两座平房东侧建成，其建筑师可能是当时由德国派遣到青岛的第一位专业建筑师马克斯·克诺普夫。要塞工程局隶属于胶澳总督府，负责驻青德军的炮台、堡垒、工事等军事设施的建造，其第一任负责人为1898年2月到达青岛的穆勒（Müller）上尉，任职期间设计了棣德利石纪念碑与伊尔蒂斯兵营，参与了团岛炮台、衙门炮台等炮台的改扩建及第一、第二、第四步兵堡垒的建造。1908年12月31日，穆勒以少校军衔退役回国，总督府为纪念其贡献，将市区通往台东镇、台东镇通往四方的两条街道命名为穆勒上尉街（Hauptmann-Müller-Straße，今登州路部分路段及威海路全段）和穆勒少校街（Major-Müller-Straße，今人民路南段）。
1900年代初以后，包括要塞工程局二层楼、原哈利洋行平房及两座楼之间的平房在内的整个院落均为要塞工程局所使用。1907-1908年间，原哈利洋行平房后侧的平房部分被拆除以增建二层后楼。1914年日军占领青岛后要塞工程局用途不详。1929年，原哈利洋行平房及二层后楼改为清真寺。原要塞工程局二层办公楼现为民居。2012年11月6日列入市南区未核定为文物保护单位的不可移动文物（一般不可移动文物）名录。

## 建筑特色

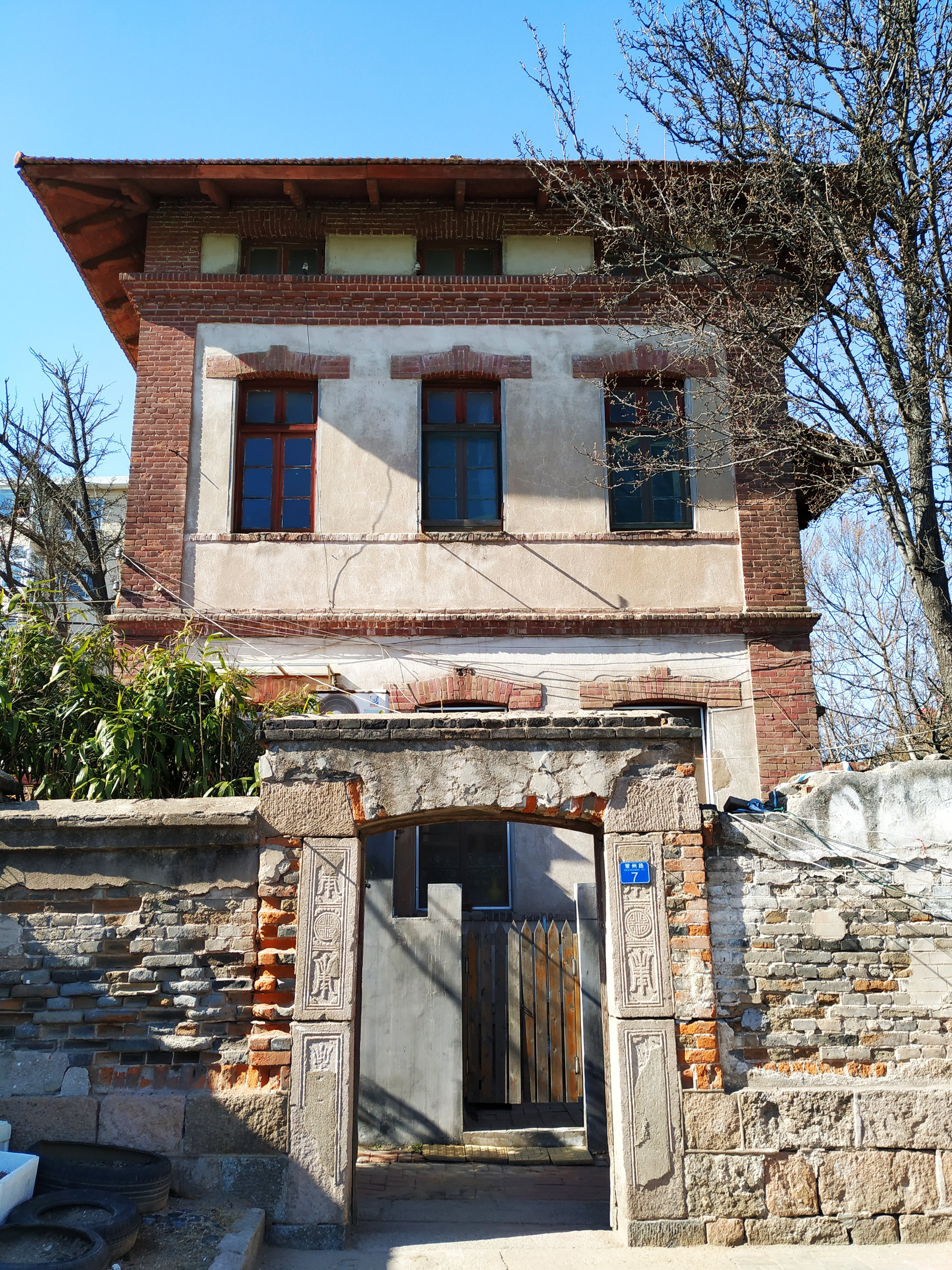
要塞工程局旧址南立面及院门，可见院门带有福字、寿字纹的石料

要塞工程局旧址楼高二层，砖木结构，主立面向东。屋顶类似于歇山顶，檐部出檐较大，最初使用中式灰瓦，现为红瓦。外墙边角、窗楣等处以清水红砖装饰，与同时期建成的欧人监狱极为类似。其院门门垛、围墙转角、院内地面、入口石阶等处使用了不少带有中式福字、寿字纹的石料，楼内楼梯扶手采用中式木雕狮子和祥云龙纹。青岛德占时期早期建筑大量运用中式元素的现象，一方面是由于德国本土专业建筑师与西式建筑材料的缺乏，另一方面可能是出于德国业主对“异国艺术”的欣赏。作为青岛现存最早的德国建筑之一，该建筑具有较高的历史和艺术价值。